# Отар Коберідзе
Ота́р Лео́нтійович Кобері́дзе (груз. ოთარ კობერიძე; 17 грудня 1924, Тбілісі — 9 березня 2015, Тбілісі, Грузія) — радянський і грузинський актор, кінорежисер і сценарист. Народний артист Грузинської РСР (1967).

## Біографія
Коберідзе Отар Леонтійовичч народився 17 грудня 1924 в Тбілісі.
Брав участь у Другій світовій війні.
У 1947–1949 роках заочно навчався на юридичному факультеті Тбіліського юридичного інституту.
У 1948 році, закінчивши Школу кіноакторів при Тбіліській кіностудії, став актором Сухумського драматичного театру.
З 1956 року — актор кіностудії «Грузія-фільм».
З 1963 року — режисер кіностудії «Грузія-фільм».
У 1967 отримав звання Народного артиста Грузинської РСР.
Артист Тбіліського театру ім. Коте Марджанішвілі.
Вдівець. Був одружений з грузинською актрисою Лією Еліавою.

## Фільмографія

### Актор
- У чорних горах, 1941, партизан
- Кето і Коте, 1948
- Баши-Ачук, 1956, воїн Баши-ачук
- Я скажу правду, 1957, Отар Девідзе, син білоемігранти
- Доля жінки, 1958, меншовик Акакій
- Чужі діти, 1958, машиніст Дато
- Мамелюк, 1958, Махмуд
- День останній, день перший, 1959, Леван
- Перервана пісня, 1960, Гурам Геловані, радянський солдат, який віддав своє життя за визволення Чехословаччини
- Ловці губок, 1960, Петріс, грецький рибалка
- Любушка, 1961, в епізоді
- 713-й просить посадку, 1962, Генрі, доктор права, безробітний юрист, закінчив Прінстоун
- Мрії назустріч, 1963, Космонавт Іван Баталов, інженер і художник-аматор
- Генерали і маргаритки, 1963, штурман Ранер Пітер
- Діти моря, 1964, моряк Гурам
- Пастка, 1965, Григорій
- Вони йшли на схід, 1965, поранений італійський солдат
- Царська наречена, 1965, Грязний, поет — Євген Кібкало
- Сьогодні — новий атракціон, 1966, Месхієв Марат Олексійович, приборкувач тигрів
- Чарівна лампа Аладдіна, 1966, Султан
- Маленький принц, 1966, льотчик
- Місто пробуджується рано, 1967, Тенгіз
- Комісар, 1967
- Слід Сокола, 1968
- Червоний намет, 1969, Чечоні, старший технік, моторист дирижабля «Італія»
- Місія в Кабулі, 1971, Його Високість Надир-хан
- Даїсі, 1971, Кіазо
- Сказання про Рустама, 1971, Кавус
- Шукачі затонулого міста, 1972
- Рустам і Сухраб, 1972, Кавус
- Схованка біля Червоних каменів, 1972, Лойнаб
- Осіннє сонце, 1973, Playing himself
- Одного життя мало, 1975, Курбаші
- Втеча удосвіта, 1975, князь Еріставі
- Справжній тбілісец та інші, 1976
- Сказання про Сиявуша, 1976, Кавус
- Береги, 1977, Сехніев
- День перший, день останній, 1978, Леван
- Шлях до Софії, 1979
- Чекайте зв'язкового, 1979, командир партизанського загону (озвучив актор Павло Морозенко)
- Життя прекрасне, 1979
- Для любителів кросвордів, 1981
- Дмитро II, 1982
- Сині гори, або Неправдоподібна історія, 1983
- Прийдешньому віку, 1985, граф Чано
- Хто четвертий?, 1985
- Житіє Дон Кіхота і Санчо, 1988
- Операція «Вундерланд», 1989
- Антімоз Іверіелі, 2001
- Дронго, 2002, в епізоді

### Режисер
- Мрії назустріч, 1963
- Прохідний пішак, 1970
- Чекайте зв'язкового, 1979
- Абетка мудрості, 1982
- Хто четвертий?, 1985
- Операція «Вундерланд», 1989

### Сценарист
- Мрії назустріч, 1963
- Кривава королева, 1966
- Чекайте зв'язкового, 1979

### Театральні ролі
- Вільям Шекспір «Ромео і Джульєтта», Ромео (Тбіліський академічний театр імені Коте Марджанішвілі).